# Gabriele Stefanini
Gabriele Stefanini (Bologna, 18 luglio 1999) è un cestista italiano.

## Statistiche

### NCAA
| Anno      | Squadra           | PG | PT | MP   | TC%  | 3P%  | TL%  | RP  | AP  | PRP | SP  | PP   |
| --------- | ----------------- | -- | -- | ---- | ---- | ---- | ---- | --- | --- | --- | --- | ---- |
| 2017-2018 | Columbia Lions    | 27 | 1  | 13,1 | 44,5 | 45,6 | 63,2 | 1,9 | 1,0 | 0,8 | 0,1 | 5,9  |
| 2018-2019 | Columbia Lions    | 28 | 27 | 31,9 | 42,9 | 42,3 | 77,9 | 5,3 | 4,1 | 1,5 | 0,1 | 13,8 |
| 2019-2020 | Columbia Lions    | -  | -  | -    | -    | -    | -    | -   | -   | -   | -   | -    |
| 2020-2021 | Columbia Lions    | -  | -  | -    | -    | -    | -    | -   | -   | -   | -   | -    |
| 2021-2022 | S. Francisco Dons | 34 | 34 | 24,6 | 43,2 | 35,7 | 79,0 | 2,5 | 2,1 | 1,1 | 0,0 | 9,5  |
| Carriera  | Carriera          | 89 | 62 | 23,4 | 43,3 | 39,8 | 76,6 | 3,2 | 2,4 | 1,1 | 0,1 | 9,8  |

#### Massimi in carriera
- Massimo di punti: 33 vs Florida International (17 novembre 2018)[1]
- Massimo di rimbalzi: 9 (2 volte)
- Massimo di assist: 11 vs Boston (12 dicembre 2018)
- Massimo di palle rubate: 4 vs Bryant (7 dicembre 2018)
- Massimo di stoppate: 1 (5 volte)
- Massimo di minuti giocati: 49 vs Harvard (8 febbraio 2019)